# Grote Prijs Jean-Pierre Monseré 2019
Grote Prijs Jean-Pierre Monseré 2019 er den 8. udgave af cykelløbet Grote Prijs Jean-Pierre Monseré. Løbet er en del af UCI Europe Tour-kalenderen og bliver arrangeret 10. marts 2019.

## Hold og ryttere
| UCI WorldTeam- Lotto Soudal UCI Professionelle kontinentalthold (11)- Sport Vlaanderen-Baloise - Wallonie Bruxelles - Wanty-Groupe Gobert - Androni Giocattoli-Sidermec - Cofidis, Solutions Crédits - Direct Énergie - Israel Cycling Academy - Riwal Readynez - Roompot-Charles - Arkéa-Samsic - Vital Concept-B&B Hotels UCI Kontinentalhold (11)- Cibel-Cebon - Tarteletto-Isorex - Amore & Vita-Prodir - Bike Aid - Canyon DHB p/b Bloor Homes - CCC Development Team - EvoPro Racing - Metec-TKH Continental Cyclingteam p/b Mantel - Monkey Town-à Bloc CT - Differdange-GeBa - SwiftCarbon Pro Cycling |
| |

### Danske ryttere
- Nicolai Brøchner kører for Riwal Readynez Cycling Team
- Tobias Kongstad kører for Riwal Readynez Cycling Team
- Mathias Norsgaard Jørgensen kører for Riwal Readynez Cycling Team
- Andreas Stokbro kører for Riwal Readynez Cycling Team
- Torkil Veyhe kører for Riwal Readynez Cycling Team
- Rasmus Bøgh Wallin kører for Riwal Readynez Cycling Team

## Resultater
| \| Samlede stilling \| Samlede stilling \| Samlede stilling \| Samlede stilling \| Samlede stilling \| \| Rytter \| Rytter \| Hold \| Tid \| \| \| ---------------- \| ---------------- \| ---------------- \| ---------------- \| ---------------- \| |        |      |     |
| |        |      |     |
| Kilde: ProCyclingStats |        |      |     |
| Samlede stilling |        |      |     |
| Rytter | Rytter | Hold | Tid |